# Poupée de bronze
Poupée de bronze est le huitième album de bande dessinée de la série Les Innommables.

## Synopsis
Mac, Tony et Tim sont en Corée dans un camp militaire. Claire les a accompagnés. Elle veut toujours séduire Mac à tout prix pour qu'il lui fasse un enfant. Le trio s'occupe de marché noir et de l'organisation de spectacles. C'est dans ce cadre que Mac doit organiser la venue de Marilyn Monroe. Entre-temps, les communistes ont récupéré Alix. Il lui ont réparé le visage et le corps et lui on vidé l'esprit. C'est désormais une Ani manipulée par l'étrange Poupée de Bronze. Les communistes envoie leur tueuse assassiner Marilyn, symbole décadent de l'occident.

## Personnages
- Général Mac Arthur : il dirige les opérations en Corée mais sera rappelé au pays par le président.
- Claire : Elle a suivi les innommables en Corée. Elle veut toujours que Mac lui fasse un enfant mais l'image de Marilyn Monroe la complexe.
- Nick Mc Buttle : c'est le leader du trio des Innommables. Il fait du marché noir et organise des spectacles pour le moral des troupes. Il retrouve enfin Alix mais elle a perdu l'esprit.
- Timothy O'Rey : homme de petite taille, naïf comme un enfant. Il est toujours équipé d'une batte de baseball dont il sait très bien se servir. C'est le petit du trio.
- Anthony Key : constamment sarcastique et négatif. C'est le barbu du trio. Il est aussi le souffre-douleur de Mac.
- Raoul : la truie adoptive de Mac.
- Camarade Jen : représentant de la Chine communiste en Corée. C'est lui qui met en place le plan pour assassiner Marilyn.
- Alix Yin Fu : ancienne espionne de la Chine communiste en mission à Hong Kong. Elle a une fille avec Mac. Les communistes l'ont récupéré. Le parti a réparé son visage et son corps mais en échange, ils lui ont pris son esprit. Elle devient une ani, une créature de la nuit retournée à sa sauvagerie primitive et manipulée par Poupée de Bronze.
- Poupée de Bronze : homme mystérieux. Il est capable de manipuler le K'i grâce à des techniques d'acupuncture.
- Le Capitaine : il dirige la bataille dans laquelle sont affectés les innommables.
- Marilyn Monroe : actrice et chanteuse. Elle vient chanter pour les G.I. en Corée pour leur remonter le moral. Sa rencontre avec Tim va la bouleverser.
- Allan Snyder : le maquilleur de Marilyn. C'est lui qui transforme Norma Jean en poupée de cinéma.
- Edouardo : saltimbanque en spectacle pour les troupes G.I. en Corée.
- Le Dernier petit orphelin : c'est le seul orphelin que Tony n'aura pas su vendre. Il sait où emmener les innommables pour les aider à faire retrouver ses esprits à Alix.

## Autour de l'album
Deuxième tome du cyle de Corée. Une partie des dessins est issue du Cloaques original. C'est la suite directe de ce dernier qui trouve sa conclusion dans un troisième tome : Pas-de-Mâchoire.

## Éditions
- Poupée de bronze, Dargaud, 1998 : Première édition avec un supplément odorama. Couverture avec Alix manipulée par Poupée de Bronze.
- Poupée de bronze, Dargaud, 2000 : Réédition avec numérotation. Cet album porte le numéro 7. C'est la même couverture de l'édition de 1998.
- Poupée de bronze, Dargaud, 2002 : réédition comme tome 8 avec nouvelle maquette et nouvelle couverture avec Tim chevauchant Raoul et entouré de ses deux comparses et des petits de Raoul. En arrière-plan, un hélicoptère avec Marilyn Monroe se jetant dans le vide.

### Documentation
- Nicolas Pothier, « Nostalgies et Vieilles Odeurs », BoDoï, no 12,‎ octobre 1998, p. 11.